# Velichov
Velichov är en ort i Tjeckien.   Den ligger i regionen Karlovy Vary, i den västra delen av landet, 100 km väster om huvudstaden Prag. Velichov ligger 346 meter över havet och antalet invånare är 506.
Terrängen runt Velichov är huvudsakligen kuperad, men västerut är den platt. Velichov ligger nere i en dal.  Trakten runt Velichov är nära nog obefolkad, med mindre än två invånare per kvadratkilometer. Närmaste större samhälle är Karlovy Vary, 11,4 km sydväst om Velichov. I omgivningarna runt Velichov växer i huvudsak blandskog.